# Marlene Bongartz-Kaut
Marlene Bongartz-Kaut (Sankt Vith, 9 december 1959) is een Belgisch politica van Ecolo.

## Levensloop
Bongartz-Kaut studeerde godsdienstwetenschappen aan de Université Catholique de Louvain. Daarnaast volgde ze een bijkomende opleiding ontwerppedagogie en coaching. Beroepshalve werd ze tuinierster en opvoedster, daarna lerares. 
In 2005 werd ze politiek actief voor Ecolo. Voor deze partij was ze van 2009 tot 2012 provincieraadslid van Luik. Hierdoor was ze ook raadgevend lid van het Parlement van de Duitstalige Gemeenschap.